# Cassipourea lescotiana
Cassipourea lescotiana är en tvåhjärtbladig växtart som beskrevs av J.-g. Adam. Cassipourea lescotiana ingår i släktet Cassipourea, och familjen Rhizophoraceae. Inga underarter finns listade i Catalogue of Life.